# Regia (Roma)
La Règia è una delle più antiche costruzioni del Foro Romano, di grande valore simbolico, politico e religioso, per gli antichi romani.

## Storia
Secondo la tradizione qui Numa Pompilio aveva un'abitazione propria o almeno un quartier generale.
Circa un secolo dopo (575-550 a.C.) l'edificio, che doveva avere una funzione sacra, viene accostato a un tempio con terrecotte decorative di "prima fase", il cui terrazzamento è sovrapposto al recinto del VII secolo, senza però toccare l'altare. Il tempio, del quale restano scarsissimi resti, doveva avere una pianta rettangolare con un unico ambiente aperto a est e proceduto da un porticato di legno; contemporaneamente l'area del recinto viene pavimentata accuratamente, lasciando il cippo al centro, e forse in parte coperta.
Un incendio poco dopo la metà del VI secolo a.C. richiese il rifacimento della Regia, che prese la forma conosciuta fino a tutta l'età imperiale, orientato con una rotazione a novanta gradi rispetto all'edificio precedente. L'evento è probabilmente da mettersi in relazione alla fine della monarchia nel 509 a.C.
La Regia venne bruciata e restaurata nel 148 a.C.; e ancora nel 36 a.C., quando il restauro venne eseguito in marmo da Gneo Domizio Calvino, il conquistatore della Spagna, che fece iscrivere sul delle lastre marmoree appese alle pareti esterne i nomi dei magistrati eponimi e dei trionfi, noti come Fasti Capitolini.
In seguito venne distrutta durante il grande incendio di Roma del 64. Poiché la sua pianta era considerata sacra, questi restauri non ne modificarono mai la disposizione.
La sua importanza divenne simbolica durante il periodo imperiale e venne trasferita in una residenza privata nel VII o VIII secolo. Riscoperto nel 1546, quando furono rinvenuti la maggior parte dei frammenti che costituiscono i Fasti Capitolini, non se ne riuscì ad attribuirlo ad alcun edificio antico romano, fino alla sua indentificazione nel 1886, ad opera dell'archeologo e filologo tedesco Heinrich Jordan, confermata dai successivi scavi di Giacomo Boni.

La Regia, a lato della Via Sacra, vicino alla casa delle Vestali

## Localizzazione
La Regia è situata all'estremità sud-est, dove anticamente chiudeva il lato breve della piazza prima che vi venisse costruito davanti il tempio del Divo Giulio. Alle spalle della Regia si trovano il tempio di Vesta e la casa delle Vestali e a nord il tempio di Antonino e Faustina. 
È probabile che la Regia fosse un complesso assai più grande, che comprendeva anche la casa del Rex sacrorum, e quella delle Vestali. La Regia oggi visibile sarebbe pertanto solamente il settore dell'originaria abitazione del Re, in cui probabilmente il Rex sacrorum e il Pontefice massimo esercitavano le funzioni sacrali. Questo settore della Regia durante la Repubblica è stato isolato con lo sviluppo urbanistico del Foro, ma conservato e forse adibito a santuario. Oggi lo si conosce come casa del Re.

## Descrizione

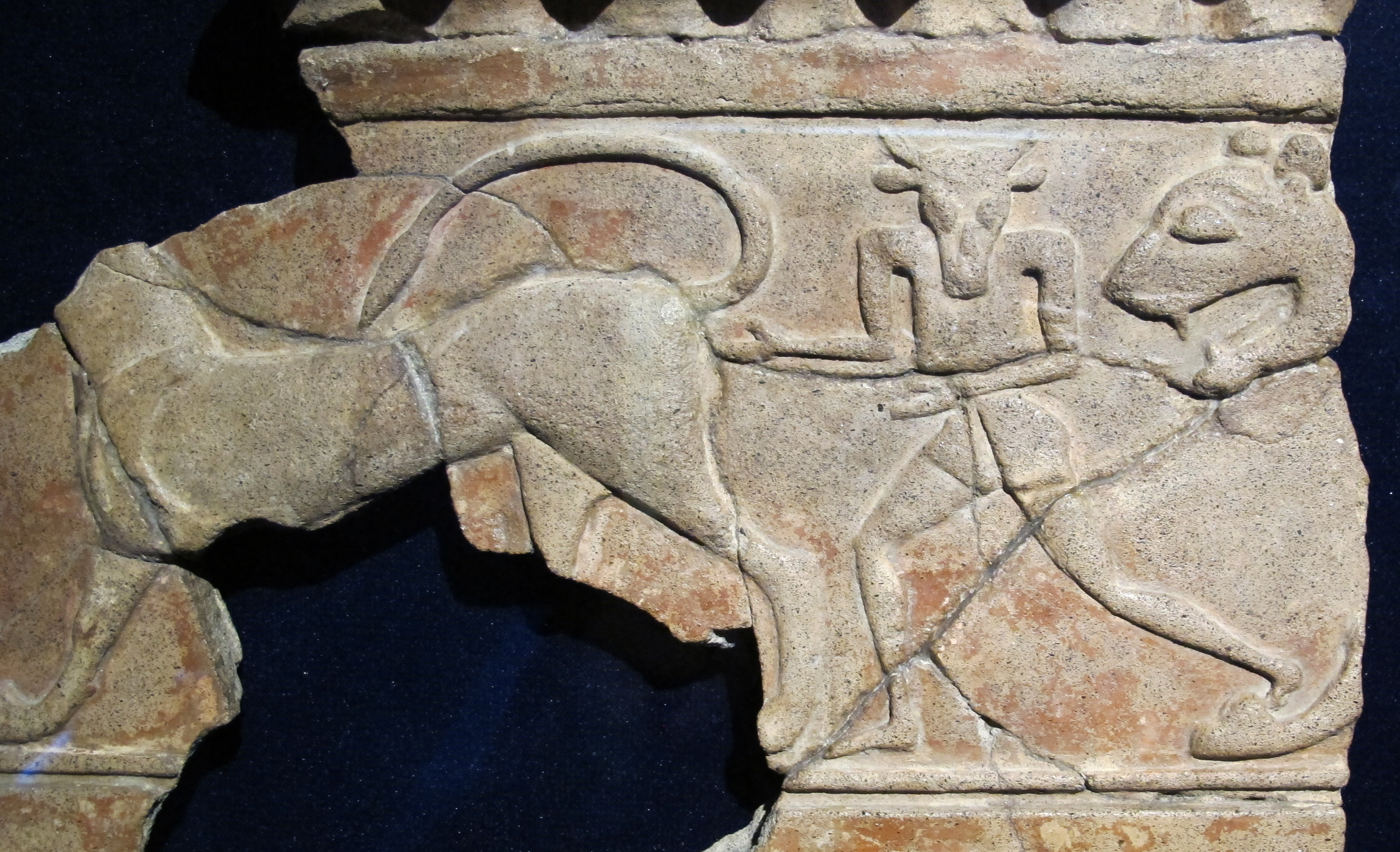
Frammento del fregio in terracotta della Regia, con il Minotauro e felini, ca. 600-550 a.C., esposto all'Antiquarium del Foro Romano

L'edificio ha una forma irregolare. Gli interni erano divisi in tre camere più una camera centrale di ingresso e un cortile.
La parte a sud ha una forma rettangolare allungata, orientata perfettamente sull'asse est-ovest; al centro si trovava il vano di accesso, dal quale si accedeva alla stanza orientale, probabile santuario di Opi, e alla stanza occidentale munita di altare circolare, probabile santuario di Marte, dove si conservavano le sue lance, perciò sacre, e gli ancilia; a nord infine si trovava un ambiente trapezoidale con doppio porticato in legno che doveva essere un cortile scoperto, pavimentato in tufo, forse l'Atrium regium. Vi si aprivano alcuni pozzi tuttora visibili e vi si dovevano trovare due allori ricordati dalla tradizione.
Molti dei frammenti marmorei sparsi nelle vicinanze risalgono alla ricostruzione della Regia del 36 a.C..
Non doveva essere casuale la somiglianza nella pianta, nella cronologia e nelle dimensioni con un edificio nell'Agorà di Atene (l'abitazione pubblica dei pritani), a dimostrazione dei frequenti rapporti fra la Grecia e Roma già in periodi così arcaici.

## Funzioni
Si è dibattuto se nella Regia vivesse il Re o il Rex sacrorum (re delle cose sacre, che ereditò le funzioni religiose del Re durante la Repubblica), ma un passo di Festo ha chiarito che il Rex sacrorum vivesse sulla Sacra via summa. Non vi risiedeva nemmeno il Pontefice massimo, che risiedeva invece nella vicina Domus publica. Qui però il pontifex svolgeva la sua funzione. In definitiva si doveva trattare di un santuario che ripeteva le forme di un'abitazione, come ne sono state scoperte per esempio a Acquarossa, centro etrusco vicino a Viterbo, risalenti al VII secolo a.C.
Nella Regia si riuniva il collegio dei pontefici e a volte i Fratres Arvales.
Nella Regia erano conservati i leggendari scudi sacri di Marte (gli ancilia): secondo la leggenda uno scudo del Dio era piovuto nel Foro e i Romani, per impedirne il furto, ne fecero undici copie identiche, che venivano portate in processione dall'antichissima corporazione sacerdotale dei Salii (i saltatori); essi procedevano saltando ogni tre passi, il cosiddetto tripudium. Qui erano anche infisse le lance consacrate a Marte, le hastae Martiae: si credeva che se queste avessero incominciato a vibrare, sarebbe accaduto qualcosa di terribile. Secondo la leggenda, le aste vibrarono la notte del 14 marzo del 44 a.C., quando Giulio Cesare, che ricopriva la carica di Pontefice Massimo, venne ucciso nel Senato.

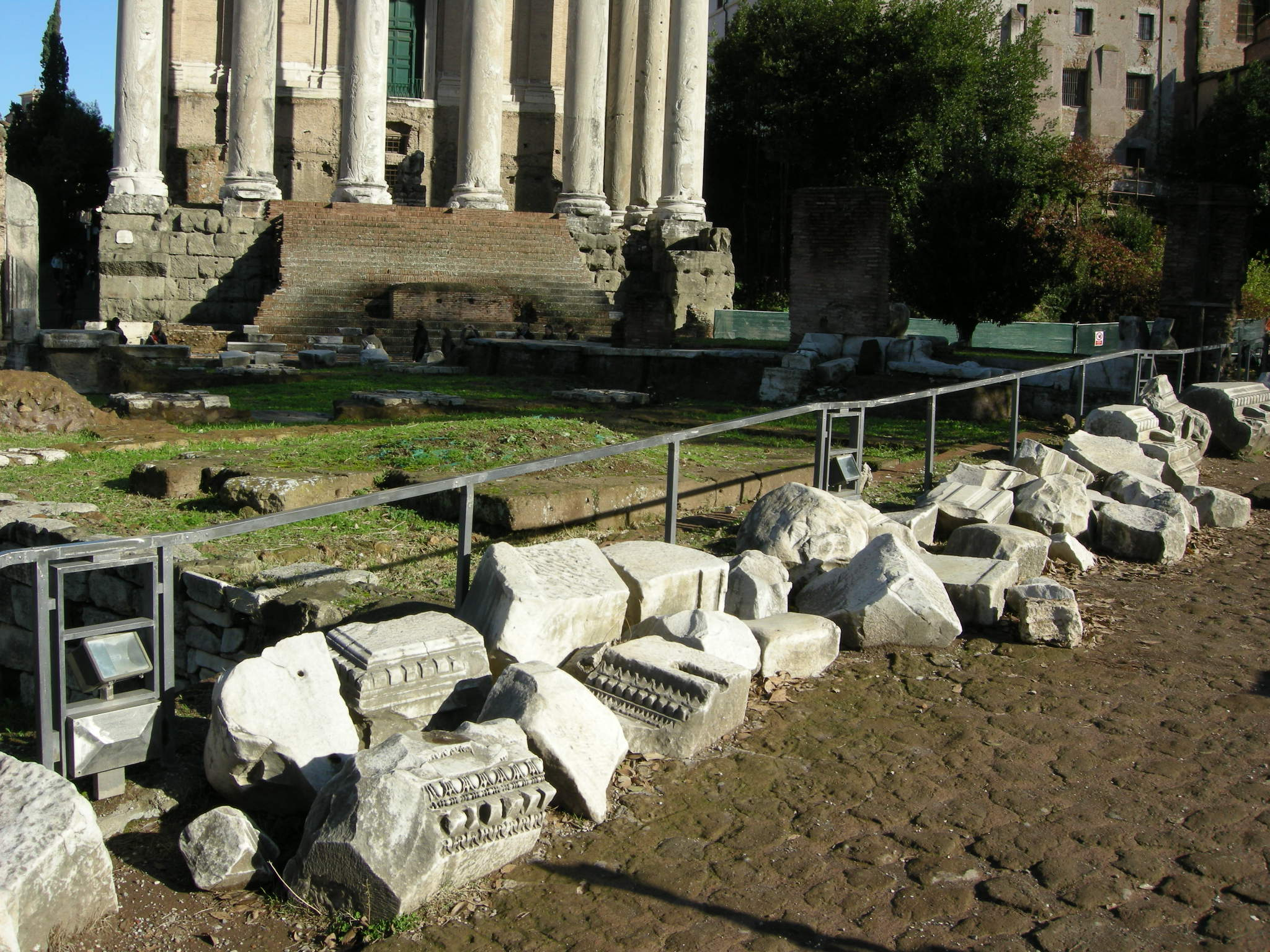
Resti architettonici accanto al sito della Regia

Nella Regia aveva inoltre sede un santuario di Ops Consiva, la dea dei raccolti, luogo sacro in cui potevano accedere solamente il pontifex maximus e le Vestali. Infine era conservato qui l'archivio dei pontefici, preghiere, sacrifici, il calendario sacro, gli Annales (raccolta di eventi di pubblico interesse) e le leggi su matrimoni, morte e testamenti. Un altro altare per sacrifici era dedicato a Giove, Giunone e Giano, forse quello originariamente posto nel cortile recintato.

## Scavi
Le fasi della costruzione sono state messe in luce da uno scavo condotto nel 1899 da Giacomo Boni, che raggiunse profondità notevoli. Sulla scorta dei dati raccolti dal Boni, Frank Edward Brown nel 1935 condusse ulteriori indagini archeologiche che definirono l'età repubblicana dell'area.
Una ulteriore campagna di scavi, condotta tra il 1964 ed il 1965 sempre da Brown per l'American Academy in Rome, giungendo ad affinare le conoscenze sulle fasi del monumento in età regia.
In questo punto alle pendici della Velia, sul confine della superficie "storica" del Foro, sono state trovate due tombe di bambini della fine dell'VIII secolo a.C. e una decina di capanne databili al IX secolo a.C., simili a quelle del Palatino. Nella seconda metà del VII secolo a.C. sulla piattaforma delle capanne vengono poste le fondazioni in tufo e l'alzato in mattoni crudi di un edificio, formanti una sorta di piattaforma aperta sulla futura via Sacra. Davanti alla piattaforma si trovava un recinto con un cippo-altare a forma di tronco di cono. 
La parte della Regia che costituiva l'abitazione del Rex sacrorum, nell'età dei Re, non è oggi visibile, coperta da una tettoia, essa si trova nella parte più alta della Via Sacra.
Nel 1987 fu quindi aperto uno scavo tra la Regia e la Casa delle Vestali.